# Попиксельное освещение

На скриншоте игры Doom 3, которая использует игровой движок Id Tech 4, можно увидеть попиксельную тень на лице и теле зомби, а также на стене справа от него

Попиксельное освещение (англ. Per-pixel lighting) — термин в преимущественно трёхмерной компьютерной графике, который обозначает определённый ряд методов для вычисления освещения при отрисовке для каждого отдельного пикселя на изображении. В отличие от устаревшего метода вершинного освещения (англ. vertex lighting), метод попиксельного освещения производит более правдоподобные изображения, так как при методе вершинного освещения освещение рассчитывается только для отдельных полигонов (вершин) данного графического объекта, а затем результирующие значения этого расчёта интерполируются для вычисления цвета каждого пикселя, который находится внутри полигона.
Попиксельное освещение обычно используется вместе с другими техниками и методиками компьютерной графики для того, чтобы улучшить качество и правдоподобность отрисовки. В сочетании с попиксельным освещением обычно используют рельефное текстурирование, зеркальные эффекты (англ. specularity), затенение по Фонгу (англ. phong shading) и теневые объёмы (англ. shadow volumes).
Попиксельное освещение может осуществляться как в режиме реального времени, так и вне его. Приложения в режиме реального времени, такие как компьютерные игры, могут использовать попиксельное освещение, которое просчитывается на видеопроцессоре при помощи пиксельных шейдеров. В высокопроизводительных приложениях для трёхмерного моделирования, работающих не в режиме реального времени, расчёт попиксельного освещения производится при помощи центрального процессора.